# Жетбаев, Абил Куангалиевич
Абил Куангалиевич Жетбаев (каз. Әбіл Қуанғалиұлы Жетбаев; 16 апреля 1938, Кара-Бирюк, Сталинградская область — 1 марта 1999, Алма-Ата) — советский и казахстанский учёный, доктор физико-математических наук (1983), профессор (1986), член-корреспондент Национальной академии наук Казахстана (НАН) (1994), заслуженный деятель науки Казахстана (1993).

## Биография
В 1961 окончил КазГУ (ныне КазНУ им. аль-Фараби). В 1961—1999 годах (до самой смерти) работал в казахском Институте ядерной физики: в 1961—1987 годах старший лаборант, инженер, младший научный сотрудник, учёный секретарь, заведующий лабораторией Института ядерной физики; в 1987—1999 годах — директор Института ядерной физики АН Казахстана.
В 1968 году защитил кандидатскую диссертацию на тему «Исследование температурной зависимости параметров мессбауэровских спектров некоторых соединений железа». В 1983 году защитил докторскую диссертацию.

## Семья
Отец — Куангали Жетбаевич Жетбаев, мать — Агзина Ильясовна Жетбаева, первая жена — Мария Петровна Воробьева (в браке с 1 января 1963 года, умерла в ноябре 1986 года), вторая жена — Замзагуль Таласбаева. Дети — Шолпан и Альнур Жетбаевы.

## Научная деятельность
Основные научные труды и изобретения лежат в области ядерной гаммарезонансной спектроскопии радиационных явлений в твёрдых телах, нейтронографии и нейтронной радиографии.
Автор более 200 статей в научных журналах.
Некоторые патенты:
- Способ выделения и концентрирования плутония и америция из почв Семипалатинского полигона[4][5]
- Способ приготовления массбауэровских источников гамма-квантов[6]
- Ягр-спектрометр[6]